# 2445 Blazhko
2445 Blazhko је астероид главног астероидног појаса са средњом удаљеношћу од Сунца која износи 2,268 астрономских јединица (АЈ).
Апсолутна магнитуда астероида је 12,3.